# Agriotypus zhengi
Agriotypus zhengi là một loài tò vò trong họ Ichneumonidae.